# Консервативная колебательная система
Консервати́вная колеба́тельная систе́ма — это идеализированная колебательная система, в которой запас механической или электромагнитной энергии, или и той, и другой в совокупности, в процессе совершения колебаний остаётся постоянным. В консервативных колебательных системах нет диссипации энергии.

## Примеры консервативных колебательных систем
- Гармонический осциллятор
- Математический маятник без затухания
- Электрический контур без потерь